# Пролувијални процес
Пролувијални процес је геоморфолошки процес који настаје при деловању повремених линијских токова на нерастворљиве стенске масе. Постепено може настати од делувијалног процеса, када дифузни токови, који се сливају низ падину, наиђу на већа или мања линијска удубљења, која су оријентисана низ падину. У њима се сакупља већа количина воде, због чега се повећава њена кинетичка енергија, а што доводи до проширења и продубљавања тих удубљења. Коначан резултат је прелазак дифузног тока воде у низ повремених линијских токова. 
Такође, повремени линијски токови могу се јавити и као веома снажне бујице, настале после великих падавина или отапања дебљих снежних покривача. Мањи линијски токови, као што су потоци, било стални или повремени, добијају велике приливе воде и настају бујице. 
Пролувијални процес има све карактеристике заједничке за падинске процесе: 
1. развија се на падинама,
2. просторно и временски је ограничен и обновљив је у кратким временским интервалима.

Разлику од делувијалног, поред линијског, уместо површинског деловања, чини и знатно већа кинетичка енергија. Повећана енергија је резултат врло великих количина воде и велике брзине њеног кретања, посебно изражених у случају бујица.

## Механизам процеса
Агенс пролувијалног процеса представља кинетичка енергија повремених линијских токова воде. Бујица је неконтролисан, стихијски агенс променљиве количине воде и променљиве брзине. Оба параметра имају, по правилу, велике вредности, па је и кинетичка енергија изузетно велика. 

### Ерозија
Ерозија се у пролувијалном процесу обавља као непосредна и посредна. Поред та два основна вида јављају се и пратеће појаве, које се манифестују дејством других агенаса, изазваних пролувијалним процесом. 
Непосредна ерозија настаје директним дејством покренуте водене масе на стенску подлогу. Велика количина воде која се креће знатном брзином покреће већ припремљен материјал, настао елувијацијом, или транспортован у делувијалном процесу. Значајна кинетичка енергија омогућава водотоку да из матичне стенске подлоге откида и покреће комаде и блокове, чије димензије у случају најснажнијих бујица достижу и метарски ред величина.
Посредна ерозија се обавља дејством покренутог материјала на стенску подлогу. Одломци и блокови стена које бујица носи, или вуче са собом, делују као моћна алатка, којом водоток појачано напада дно и стране корита којим се креће. Ерозија усмерена вертикално, ка дну корита, изазива његово продубљавање. Уобичајен назив за тај вид разарања стенске масе је вертикална ерозија. Разарање усмерено хоризонтално, на стране корита, изазива његово проширивање. Тај вид разарања назива се бочна ерозија. 
Пратеће појаве су изазване првенствено бочном ерозијом. Услед поткопавања, на странама корита долази до одроњавања и клижења. Ове, чисто колувијалне, појаве, развијају се под непосредним дејством гравитације. Узрок нарушавања равнотеже је, међутим, развој пролувијалног процеса. Ефекти пратећих појава морфолошки могу бити местимично и израженији од учинка непосредне и посредне пролувијалне ерозије.

### Транспорт
Транспорт материјала у пролувијалном процесу је краткотрајан и обавља се на малом растојању. Такве карактеристике транспорта условљавају грубу обраду материјала, слабо изражено, или никакво заобљавање и веома слабо наглашено класификовање по крупноћи. 
Медијум транспорта је водена средина, обично бујица веома велике енергије. Материјал се транспортује двојако:
1. вучењем по дну корита,
2. суспензијом, тј. лебдењем материјала у воденој средини.

Да ли ће материјал бити вучен или суспендован, зависи од два фактора. Први је величина, односно тежина честица, одломака и блокова покренутог материјала. Ситнији и лакши материјал се подиже и лебди, крупнији и тежи вуче по дну. Други битан фактор је кинетичка енергија повременог тока. Што је енергија већа, то су суспендовани крупнији и тежи одломци стенске масе.

### Акумулација
Пролувијална акумулација обавља се на местима где се смањује кинетичка енергија повремених линијских токова. То је најчешће подножје падине, односно дно речне долине. Кинетичка енергија водотока који долази с падине, преласком у равницу, нагло се смањује. На истом месту таложи се сав материјал, крупнији, вучен по дну корита бујице и ситнији, суспендован у воденој маси. Одлагањем долази до мешања материјала по крупноћи и ефекти гранулометријске класификације, обављане током кретања бујице, бивају поништени.

## Облици
Према механизму настанка, облици и појаве пролувијалног процеса могу се издвојити у две категорије. Прву чине ерозиони, а другу акумулациони облици. 

### Ерозиони облици
У групу ерозионих облика пролувијалног процеса спадају јаруге, рђаве земље и земљане пирамиде. 
Јаруге су отворене линеарне депресије. Јављају се на падинама и регресивно се развијају уз падину. За настанак јаруге потребна је иницијална депресија. Јаруга се веома брзо развија регресивно, уз падину. Њен развој често се може пратити током људског века. Брзина развоја зависи од интензитета падавина и нагиба падине. Битан фактор представљају, такође, и геолошка грађа, посебно литолошки састав падине, и развој вегетационог покривача. У зависности од литолошког састава падине, нагиба страна јаруге и односа бочне и вертикалне ерозије на странама јаруга, могу се јавити одрони и клизишта значајних димензија. Те колувијалне појаве убрзавају развој јаружања. 
Рђаве земље или бедлендс (на енглеском „bad lands“) представљају појаву интензивног јаружања на већем простору. Иницијални рељеф падине је сведен само на оштре гребене између суседних јаруга. Такав терен је неупотребљив за било какву људску делатност, па отуда и назив. 
Земљане пирамиде чине посебан, специфичан вид рђавих земаља. То су стубови неправилног облика, од метарских до декаметарских висина и метарског пречника. Изграђени су од невезаног, или слабо везаног материјала, хетерогеног гранулометријског састава. На њиховом врху обично се налази крупнији блок или камена плоча, која штити растресити материјал у стубу испод себе од падавина и осипања.

### Акумулациони облици
Материјал еродован, транспортован и акумулиран у пролувијалном процесу носи општи назив пролувијум. Тај материјал гради две групе облика. Једну чине плавинске лепезе, а другу делувијално – пролувијални застори. 
Плавинске лепезе или плавински конуси се јављају на крају већих повремених линијских токова, бујица, или на крају мањих сталних водотока који повремено мењају интензитет и добијају бујични карактер. Приликом силаска с падине и усласка у равницу подножја или доласком на дно речне долине, кинетичка енергија бујичног тока се нагло смањује. Дотле транспортован материјал, лебдећи или вучени, расипа се и одлаже, градећи облик, који, гледан одозго, има изглед лепезе. Посматран у пресеку, тај облик има изглед асиметричног конуса. Материјал плавинске лепезе, као типичан продукт пролувијалне акумулације, је слабо обрађен. У зависности од дужине транспорта, врло је мало заобљен и некласификован по крупноћи. 
Делувијално – пролувијални застори јављају се на већим падинама приликом постепеног преласка дифузних токова воде у повремене линијске токове.